# Pachytriton archospotus
Pachytriton archospotus é uma espécie de anfíbio gimnofiono da família Salamandridae. Está presente na China. A UICN classificou-a como em perigo de extinção.